# Galium bornmuelleri
Galium bornmuelleri là một loài thực vật có hoa trong họ Thiến thảo. Loài này được Hausskn. ex Bornm. mô tả khoa học đầu tiên năm 1904.